# اچ‌ام‌اس گور (کی۴۸۱)
اچ‌ام‌اس گور (کی۴۸۱) (به انگلیسی: HMS Gore (K481)) یک کشتی بود که طول آن ۲۸۹٫۵ فوت (۸۸٫۲ متر) بود. این کشتی در سال ۱۹۴۳ ساخته شد.